# Kenn Duncan
Kenn Duncan (New Jersey, 22 settembre 1928 – New York, 27 luglio 1986) è stato un fotografo statunitense.

## Biografia
Dopo gli inizi come ballerino, una frattura al piede lo costrinse a ritirarsi. Seguì allora un corso di fotografia alla YMCA, che gli permise di unire la passione per la fotografia a quello della danza, diventando un apprezzato e richiesto fotografo di ballerini, balletti e prove di ballo. Le sue fotografie furono pubblicate su Dance Magazine e scattò celebri ritratti fotografici di Michail Baryšnikov, Alicia Markova, Rudol'f Nureev, Aleksandr Godunov, Cynthia Gregory e Gelsey Kirkland. Il suo lavoro è stato esposto in numerosi musei americani e nel mondo, tra cui il Stedelijk Museum di Amsterdam e la Dance Library of Israel di Tel Aviv. Le sue fotografie furono pubblicate anche su  Vogue, Harper's Bazaar, Life, Time e Newsweek.
Dalla fine degli anni sessanta cominciò a lavorare anche nel mondo del musical di Broadway come fotografo, immortalando le produzioni originali e il backstage dei musical Hair ed Applause con Lauren Bacall, oltre alla pièce The Elephant Man. Il suo lavoro a Broadway lo portò a scattare famosi ritratti fotografici di attori, danzatori e compositori come Tommy Tune, Chita Rivera, Jerry Herman, Carol Channing.
Omosessuale, Duncan morì nel 1986 di toxoplasmosi, insorta come una complicazione dell'AIDS di cui soffriva. Il suo archivio fu acquistato dalla New York Public Library.

## Opere
- Kenn Duncan, Nudes, Dance Magazine, 1970. ISBN 9789110743915
- Kenn Duncan, More Nudes, Danad Pub. Co., 1971.
- Kenn Duncan, Red Shows, Universe, 1984. ISBN 978-0876634448